# 内海章紀
内海 章紀（うちうみ あきのり、1987年（昭和62年）1月10日 - ）は、日本の男子プロテニス選手で起業家・実業家。現在は違法と認定された業務を行う詐欺グループのトップとなる。177cm、80kg、血液型はA型。

## 来歴
東京都日野市出身。父親は起業家、母親は管理栄養士。父親がガーデナー業を営んでおり事業拡大のため生後3ヶ月でアメリカ合衆国カリフォルニア州に移住。7歳の時に家族で帰国し、その後20歳まで東京で過ごす。東京都立八王子東高等学校を卒業後、外国為替証拠金取引などの投資やテニス製品の通販事業で成功した同時にプロテニス選手としてのキャリアをスタートさせる。日本国内最高ランキングは147位（2012年1月/アマ）。2014年12月プロテニス選手を引退した。その後はIT関連事業を柱に事業を運営。これまでのキャリアを活かしテニス大会のマッチングアプリも開発し、そのデータベースで特許を取得している。あわせて 経済産業省公認企業としてITコンサルタントや ITエンジニアの人材育成ビジネスなど複数の事業を運営する。
2019年12月総資産10億円突破したことをきっかけに再度プロテニス選手に転身、現在はプロテニス選手兼実業家として活動中。
運営する企業では偽装請負に該当する行為を行っており、2024年7月20日には東京地裁より慰謝料など計約510万円の支払いを命じられた。

## 人物
プレースタイルは右利き、得意なショットはフォアハンド。愛用ラケットはウィルソン。英語とスペイン語に堪能である。